# Jüdischer Friedhof (Vrbové)

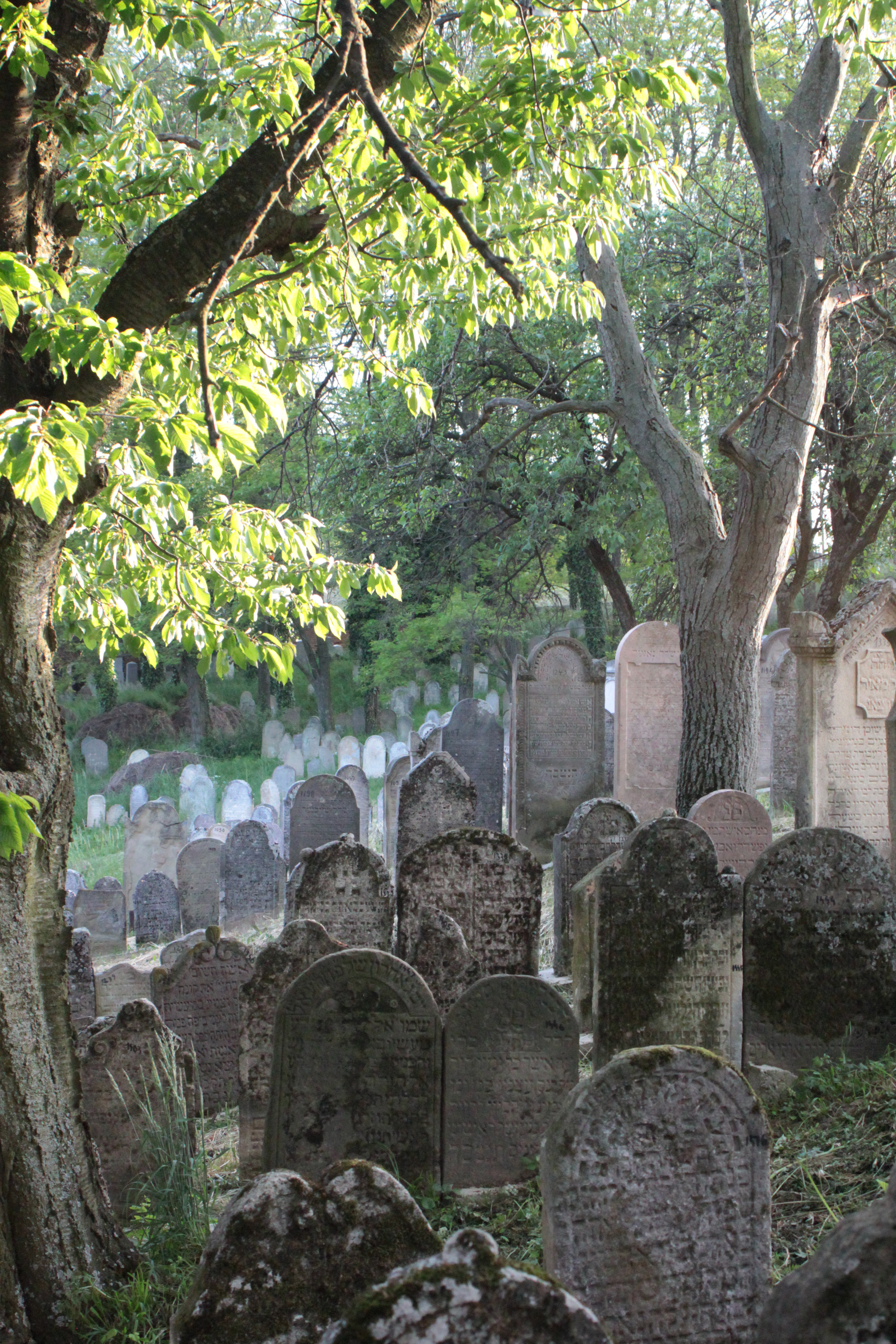
Jüdischer Friedhof in Vrbové

Der Jüdische Friedhof in Vrbové (deutsch Vrbau beziehungsweise modernisiert Werbau), einer slowakischen Stadt im Bezirk Piešťany, wurde Mitte des 18. Jahrhunderts angelegt. 
Die offizielle Gründung der jüdischen Gemeinde in Werbau erfolgte wohl erst in den 1730er Jahren. Sie wurde bald zu einer der größten jüdischen Gemeinden im Raum von Nitra (deutsch Neutra).